# San José Monteverde, San Antonino Monte Verde
San José Monteverde är en ort i Mexiko.   Den ligger i kommunen San Antonino Monte Verde och delstaten Oaxaca, i den sydöstra delen av landet, 260 km sydost om huvudstaden Mexico City. San José Monteverde ligger 2 576 meter över havet och antalet invånare är 737.
Terrängen runt San José Monteverde är huvudsakligen kuperad, men åt sydväst är den bergig. Runt San José Monteverde är det glesbefolkat, med 9 invånare per kvadratkilometer. Närmaste större samhälle är San Miguel Monteverde, 8,3 km nordväst om San José Monteverde. I omgivningarna runt San José Monteverde växer huvudsakligen savannskog.